# Friedrich Lorent
Friedrich Wilhelm Siegmund Robert Lorent (* 22. März 1905 in Bremen; † 16. April 1988 in Koblenz) war im NS-Staat als Hauptwirtschaftsleiter der Zentraldienststelle T4 einer der Verantwortlichen für die nationalsozialistische „Euthanasie-Aktion“.

## Jugend
Friedrich Lorents Vater war Inhaber einer Kaffeeversandfirma. Er trat in den väterlichen Betrieb ein, nachdem er eine begonnene landwirtschaftliche Lehre abgebrochen hatte.

## NSDAP und SA
Zum 1. Dezember 1930 trat Lorent in die NSDAP ein (Mitgliedsnummer 383.656). Zwei Jahre später wurde er am 1. Oktober 1932 Mitglied der SA. Im Januar 1934 wechselte Lorent aus dem Betrieb seines Vaters als hauptberuflicher Verwaltungsführer in den Stab des SA-Obergruppenführers Viktor Lutze nach Hannover. Dieser wurde nach dem sogenannten Röhmputsch neuer Stabschef der SA und im August 1934 als „Reichsleiter der SA“ Hitler persönlich unterstellt. Lutze holte Lorent später nach Berlin, wo er Kassenwart bei der Obersten SA-Führung wurde. Hier lernte er Viktor Brack von der Kanzlei des Führers kennen.

## Aktion T4
Nach Kriegsbeginn wurde Lorent im deutsch besetzten Polen für eine Treuhandgesellschaft tätig und vereinnahmte Beträge, die bei der Verwertung jüdischen und polnischen Eigentums angefallen waren. Brack veranlasste ihn um die Jahreswende 1941/42 zur Zentraldienststelle T4 zu wechseln. Diese Organisation mit verschiedenen Scheinfirmen war zur Durchführung des nationalsozialistischen „Euthanasie“-Programms (im Nachkriegssprachgebrauch „Aktion T4“) geschaffen worden. Hinter der Zentraldienststelle T4 stand die Kanzlei des Führers, die jedoch ebenso wenig wie das gleichfalls involvierte Reichsministerium des Innern nach außen mit dem Krankenmordprogramm in Verbindung gebracht werden wollte.
Anfang 1942 besuchte Lorent sämtliche aktuellen Vergasungsanstalten der Aktion T4 und wurde in der NS-Tötungsanstalt Hartheim Zeuge einer Häftlingsvergasung. In der Zentraldienststelle wurde er als Leiter der Hauptwirtschaftsabteilung und damit als Nachfolger von Fritz Schmiedel eingesetzt. Zu den Aufgaben dieser Abteilung zählten die Finanzen und die Revision, die Besoldungsangelegenheiten des T4-Personals, das Beschaffungswesen einschließlich des Gases und Arzneimitteln wie Morphin und Luminal für die Tötung der Kranken in der zweiten Phase des „Euthanasie“-Programms, die Verwertung der Schmucksachen und des Zahngoldes der Opfer. Auch die Verwaltung des Kasino- und Erholungsheimes für die T4-Angehörigen am Attersee in Österreich fiel in die Zuständigkeit der Hauptwirtschaftsabteilung.
Da nach Beendigung der ersten Phase der Aktion T4 im August 1941 ein Großteil des Personals frei wurde und daher im Rahmen der Aktion Reinhard bei der Vernichtung der polnischen Juden eingesetzt wurde, gehörte zu Lorents Obliegenheiten auch die Vereinnahmung der bei dieser Aktion angefallenen Wertsachen der Opfer wie Schmuck, Devisen, Gold und insbesondere des Zahngoldes. Dieses wurde im Kriminaltechnischen Institut des Reichssicherheitshauptamtes aufbereitet und dann an die Degussa verkauft. In einer Aussage nach dem Krieg äußerte sich Lorent hierzu:
„Ich war bestrebt, das Zahngold möglichst schnell zur Verschmelzung an Dr. Widmann weiterzuleiten. Wenn es auch noch so gut gewaschen war, kam mir die Sache ekelhaft vor“.
Dieses solcherart angesammelte Geld ermöglichte Lorent, sich selbst mit 1,2 Millionen Reichsmark und auch seinen Vorgesetzten Brack finanziell großzügig zu versorgen und kurz vor Kriegsende aus Berlin zu fliehen. 16.040,80 Reichsmark übergab Lorent dem Landrat des Landkreises Wesermarsch „zur Betreuung notleidender politischer Häftlinge“. Einer ehemaligen Mitarbeiterin bot er finanzielle Unterstützung an und gab offen zu, das Geld und die Schmuckstücke der Zentraldienststelle T4 an sich gebracht zu haben.

## Nachkriegszeit
Obwohl ihn das CIC bereits als einen der Verantwortlichen für die Aktion T4 vernommen hatte, wurde er nicht interniert. Er konnte sich vielmehr unter dem Namen „Robert Lorent“ in Nordenham/Blexen anmelden und dort fortan als Vertreter leben.

## Prozess und Haft
Mit Haftbefehl vom 27. September 1965 wurde er schließlich in Untersuchungshaft genommen, aus der er gegen eine Sicherheitsleistung von 60.000 DM am 11. Februar 1966 entlassen wurde, um bereits am 18. März 1966 wieder inhaftiert zu werden. Erneut am 29. Dezember 1966 aus der U-Haft entlassen, begann der Prozess gegen ihn am 20. August 1969 vor dem Schwurgericht I des Landgerichts Frankfurt am Main. Am 25. Mai 1970 wurde Lorent wegen Beihilfe zum Mord an 4.300 KZ-Häftlingen zu sieben Jahren Freiheitsentzug verurteilt. Seine Revision wurde vom Bundesgerichtshof am 22. Juli 1971 verworfen. Nachdem er zwei Drittel seiner Haftzeit verbüßt hatte, wurde er entlassen.